# Phyllanthus biflorus
Phyllanthus biflorus là một loài thực vật có hoa trong họ Diệp hạ châu. Loài này được Rusby miêu tả khoa học đầu tiên năm 1927.